# 水膽礬
水膽礬（英語：Brochantite），又稱羥膽礬，是一種硫酸鹽礦物，化學式為Cu4SO4(OH)6。它形成於乾旱氣候或快速氧化的硫化銅礦床中，由Armand Lévy以其法國同伴、地質學家和礦物學家安德烈-讓-弗朗索瓦-馬里·布羅漢德·維里爾斯的名字命名。
這種礦物存在於世界各地的許多地方，如美國西南部（特別是亞利桑那州）、希臘塞里福斯島和智利。
水胆礬是位於城市地區的青銅雕塑上的一種常見腐蝕產物，那裡的大氣存在二氧化硫（一種常見污染物），水胆礬主要形成於暴露區域，風化作用阻止了銅離子的積累和水膜酸度的增強。在避風水域，主要的腐蝕產物是块銅礬。

## 畫廊

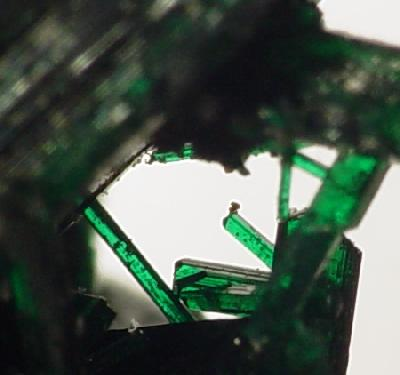
來自亞利桑那州比斯比的水膽礬，具有非常理想的翠綠色和良好光澤。
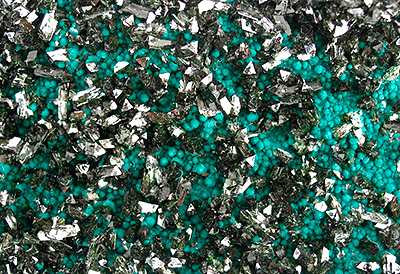
矽孔雀石上的水胆礬。來自贊比亞銅帶省基特韋Rokana礦。
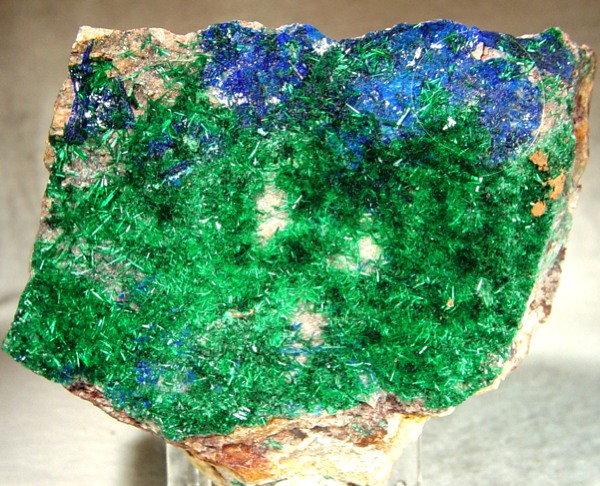
青鉛礦上的水胆礬，來自摩洛哥Mujuram。